# Портер (округ)
Портер (англ. Porter County) ― округ в штате Индиана (США). Официально образован 5 февраля 1836 года. По состоянию на 2020 год, численность населения составляла 173 215 человек. Административный центр ― город Валпарейзо. Крупнейший город ― Портидж.
Это десятый по численности населения округ Индианы.

## География
По данным Бюро переписи США, общая площадь округа равняется 1 352 км2, из которых 1 083 км2 ― суша и 269 км2 или 19,92 % ― водоёмы.

### Населённые пункты
Города: Валпарейзо, Портидж, Беверли-Шорс, Бернс-Харбор, Хиброн, Дюн-Эйкрс, Кутс, Огден-Дюнс, Портер, Таун-оф-Пайнс, Честертон.
Статистически обособленные местности: Уилер, Лейкс-оф-те-Фор-Сизонс, Саут-Хейвен, Солт-Крик-Коммонс, Шорвуд-Форест.

### Соседние округа
- Берриен (Мичиган) ― северо-восток
- Ла-Порт ― восток
- Старк ― юго-восток
- Джаспер ― юг
- Лейк ― запад
- Кук ― северо-запад